# Pierre Bonnard

Letztes Selbstporträt (1945)

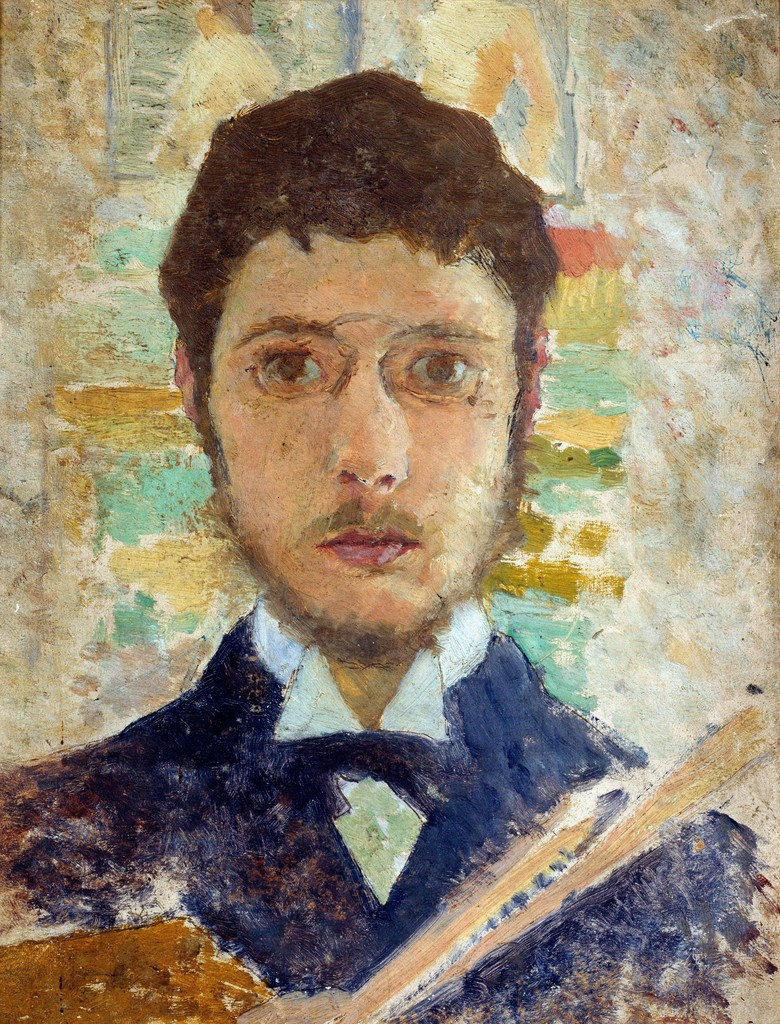
Selbstporträt (1889)

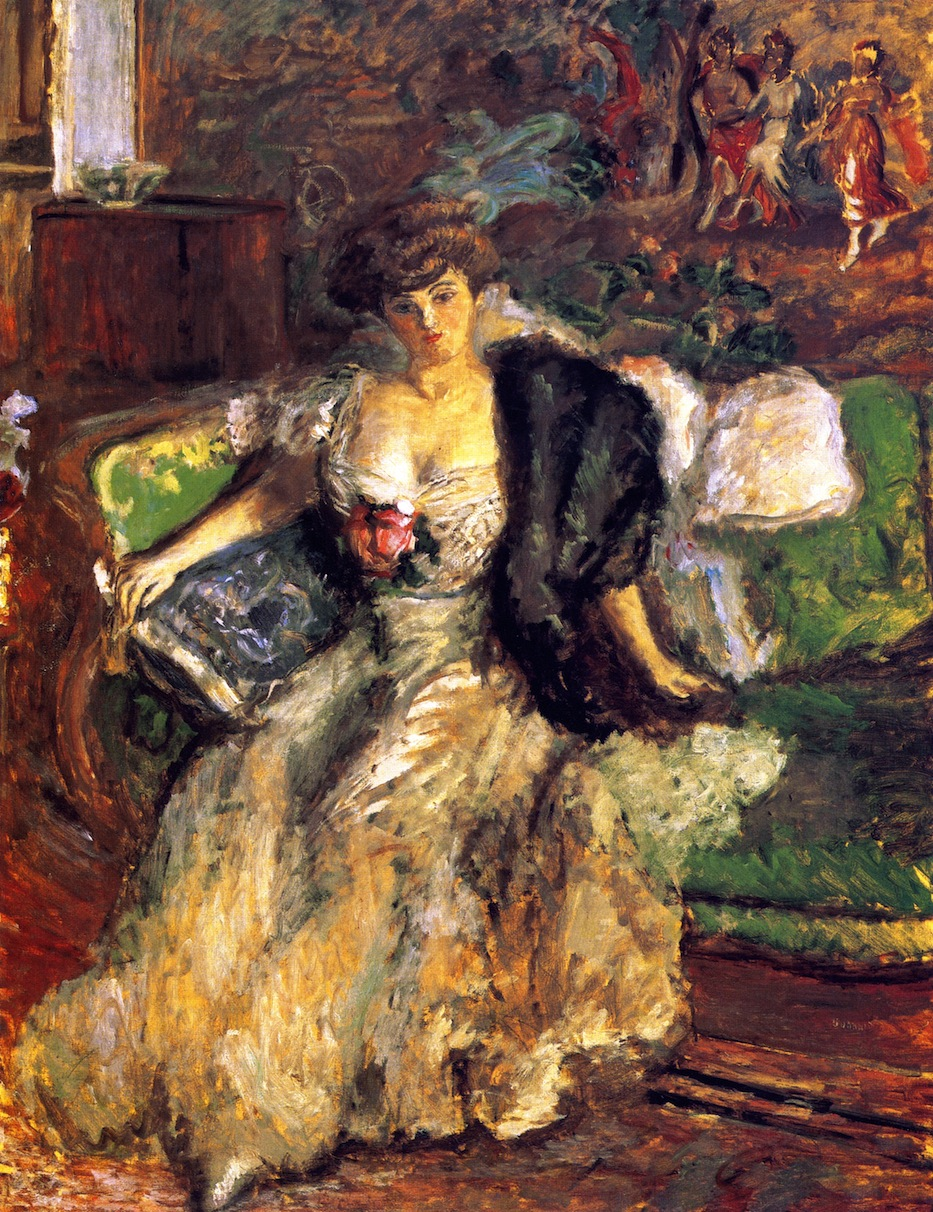
Portrait de Misia (1908)

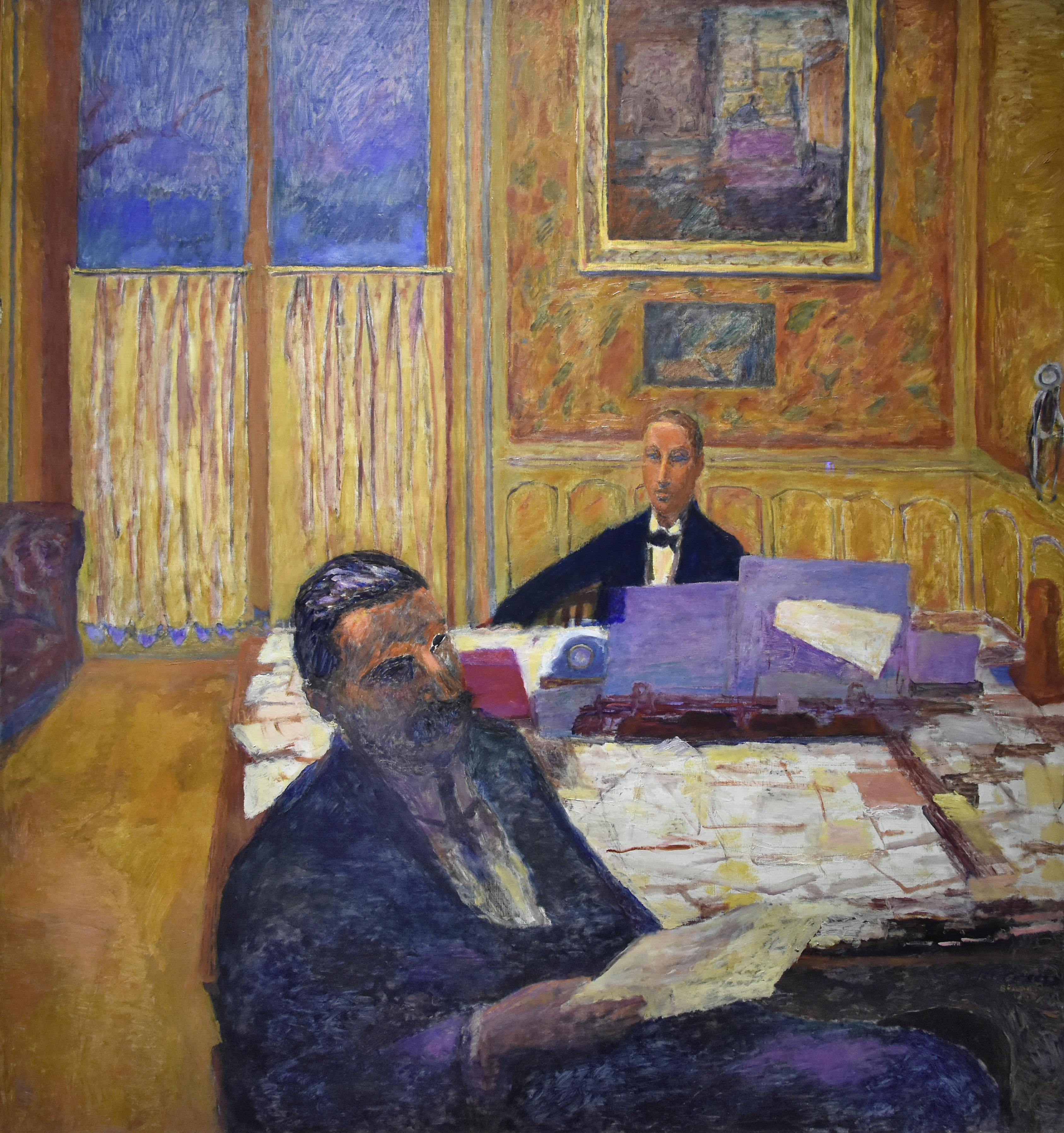
Les frères Bernheim-Jeune (1920)

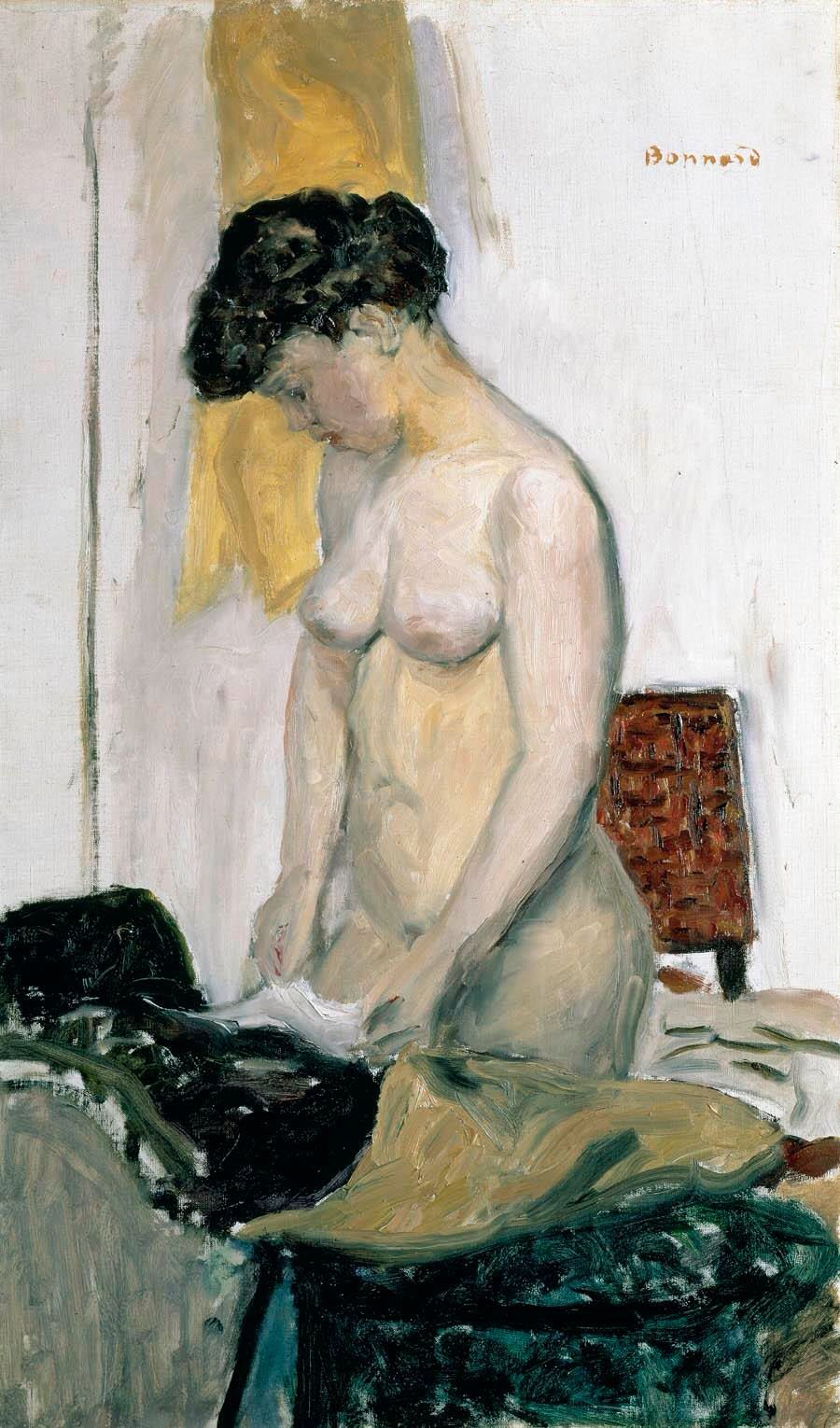
Die Nackte im Profil

Pierre Bonnard (* 3. Oktober 1867 in Fontenay-aux-Roses bei Paris; † 23. Januar 1947 in Le Cannet bei Cannes) war ein französischer Maler des Post-Impressionismus. Er ist ein Vertreter des Intimismus und wird ebenfalls zu der Künstlergruppe der Nabis gezählt, welche die Malerei zur Dekoration und zum Kunstgewerbe öffnen wollte. Nach deren Auflösung Anfang des 20. Jahrhunderts fand Bonnard zu einem eigenständigen Malstil, den er bis zu seinem Tod nur wenig variierte und in dem eine intensive Farbwirkung zunehmend wichtiger war als das dargestellte Sujet.

## Leben und Werk
Pierre Bonnard wurde als Sohn eines Beamten geboren. Er studierte an der Sorbonne zuerst Rechtswissenschaften, bevor er zum Kunststudium an die Académie Julian wechselte, wo er Bekanntschaft mit den Malern Maurice Denis, Henri-Gabriel Ibels (1867–1936), Paul Ranson und Paul Sérusier schloss. Anschließend studierte er an der École nationale supérieure des beaux-arts de Paris (ENSBA) und lernte dort u. a. Édouard Vuillard und Ker-Xavier Roussel kennen.
Im Jahr 1889 verkaufte er einen Plakatentwurf („France-Champagne“). 1888 gründete er zusammen mit Denis, Sérusier und Vuillard die Künstlergruppe Les Nabis, von der er sich aber bald wieder trennte. Er war gut bekannt mit dem Kunsthändler Ambroise Vollard, von dem er mehrere Porträts schuf. Bonnard stellte im Salon des Indépendants aus und lernte Henri de Toulouse-Lautrec kennen. 1896 hatte er seine erste Ausstellung bei Paul Durand-Ruel. 1905 unternahm er mit Vuillard eine Spanienreise, der in den darauffolgenden Jahren Reisen u. a. nach Belgien, Holland, England, Italien, Algerien, Tunesien und Südfrankreich folgten. 1911 mietete er ein Atelier in dem Pariser Künstlerhaus Les Fusains, das er bis zum Lebensende behielt. 1925 kaufte er sich schließlich ein Haus in Le Cannet.
Ab 1937 wurde Gisèle Belleud bis zu seinem Tod seine Schülerin. 1942 stellte Bonnard zusammen mit Henri Matisse, Francis Picabia und Belleud in der Galerie Serguy in Cannes aus, nachdem am 26. Januar seine Ehefrau Marthe verstorben war. Marthe figurierte auf zahlreichen Gemälden Bonnards als sein Modell. 1942 und 1944 entstanden im Atelier Bildnisse von Gisèle Belleud, während sie ihren Lehrer Bonnard porträtierte (Bildnis Bonnard mit seiner Hündin Poucette auf den Knien, 1942, und Bildnis Bonnard mit Hut im Atelier, 1944). Bonnard verstarb 1947 in seiner Villa Le Bosquet.
Zu den Hauptmotiven des vom japanischen Holzschnitt faszinierten Bonnard zählten insbesondere Landschaften, Blumengärten, Segelboote und der weibliche Akt. Er war vor allem von den Bildern Paul Gauguins fasziniert und zählt wegen der starken Bedeutung des Lichts in seinen Werken zu den Malern des Post-Impressionismus, obwohl er im Grunde einen eigenen Stil verwirklichte, der in die symbolistische Richtung geht. Im Jahr 1964 wurden Arbeiten von ihm auf der documenta III in Kassel in der Abteilung Handzeichnungen gezeigt.
1936 wurde er zum assoziierten Mitglied der Académie royale des Sciences, des Lettres et des Beaux-Arts de Belgique (Classe des Beaux-Arts) gewählt. Für seine Verdienste wurde er 1940 als Ehrenmitglied der Royal Academy of Arts (Hon. RA) aufgenommen.

## Rezeption
Das 2001 im südfranzösischen Le Cannet gegründete Musée Bonnard widmet sich seinem Werk.

## Werke
- 1900: Frau mit schwarzen Strümpfen
- 1908: Akt im Gegenlicht
- 1908: Die Toilette. Musée d’Orsay, Paris
- 1911/12: Offenes Fenster zur Seine (Vernon)
- 1913: Abend am Uhlenhorster Fährhaus in Hamburg. Hamburger Kunsthalle
- um 1914: In einem südlichen Garten. Kunstmuseum Bern
- um 1918/1920: Braunkohlengrube. Neue Pinakothek, München
- 1924: Großer Akt in der Badewanne. Bernheim-Jeune, Paris
- 1924/25: Signac und seine Freunde im Segelboot. (124,5 × 139 cm, Öl auf Leinwand) Kunsthaus Zürich
- 1928–1934: Landungsbrücke in Cannes. (43 × 56,5 cm) Privatsammlung Schweiz
- 1931: Das Frühstückszimmer. Museum of Modern Art, New York
- 1937: Weiblicher Akt in der Badewanne. Privatbesitz
- 1944: Bildnis seiner Schülerin Gisèle Belleud

## Ausstellungen
- 1956: Pierre Bonnard, Kunstverein Braunschweig
- 1994: Hypo-Kunsthalle, München

- 14. September 2010 bis 30. Januar 2011: Von der Heydt-Museum, Wuppertal[4]
- 29. Januar bis 13. Mai 2012: Fondation Beyeler, Riehen[5]
- 17. März bis 19. Juli 2015: Musée d’Orsay[6], Paris
- 13. September 2017 bis 14. Januar 2018: Matisse – Bonnard: „Es lebe die Malerei!“, Städel, Frankfurt am Main
- 2019, bis 6. Mai 2019: Pierre Bonnard – The Colour of Memory, Tate Modern, London

## Film
Die Bonnards – Malen und lieben (Bonnard, Pierre et Marthe) (2023) – mit Vincent Macaigne als Pierre Bonnard und Cécile de France als Marthe

## Belege
1. ↑  Musée Bonnard (Memento des Originals vom 3. März 2012 im Internet Archive)  Info: Der Archivlink wurde automatisch eingesetzt und noch nicht geprüft. Bitte prüfe Original- und Archivlink gemäß Anleitung und entferne dann diesen Hinweis., museebonnard.fr, abgerufen am 26. März 2012.
2. ↑  Académicien décédé: Pierre Bonnard. Académie royale des Sciences, des Lettres et des Beaux-Arts de Belgique, abgerufen am 16. August 2023 (französisch).
3. ↑  Datenbankeintrag der Royal Academy of Arts, abgerufen am 20. Februar 2022
4. ↑  www.bonnard-ausstellung.de
5. ↑  Fondation Beyeler (Memento vom 16. Februar 2012 im Internet Archive)
6. ↑  Archivierte Kopie (Memento vom 4. März 2017 im Internet Archive)

| Personendaten    | Personendaten                       |
| ---------------- | ----------------------------------- |
| NAME             | Bonnard, Pierre                     |
| KURZBESCHREIBUNG | französischer Maler des Symbolismus |
| GEBURTSDATUM     | 3. Oktober 1867                     |
| GEBURTSORT       | Fontenay-aux-Roses                  |
| STERBEDATUM      | 23. Januar 1947                     |
| STERBEORT        | Le Cannet                           |